# Антун Вранчић
Антун Вранчић (лат. Antonius Verantius; Шибеник, 29. мај 1504 — Прешов, 15. јун 1573) био је римокатолички великодостојник, дипломата и путописац.

## Биографија
Потиче из угледне шибенске породице, чији се предак Никола Вранчић доселио из Босне. Поједини извори наводе да је био "нашег рода" (српског) али се "помаџарио" - прешавши у католицизам. Током живљења у Шибенику Вранчићи су дошли у родбинске везе са познатим породицама као што су Бериславићи, Дивнићи, Статилићи и други. Утицаји угледних сродника су младим Вранчићима трасирали узлазни пут, обезбедили високо образовање и знатне друштвене и јерархијске статусе и положаје.
Рођен је у Шибенику 1504. године од родитеља Фрање и Маргарите (рођене Статилић), а прве две године живота провео у Трогиру, код ујака Ивана Статилића. У родном месту је по повратку Анто и стекао прво хуманистичко образовање, код учитеља Елиуса Толимериуса. Када је проучио довољно грчку и латинску књижевност позван је у Веспрем, код бискупа и бана Петра Бериславића. Ту је код рода по мајчиној страни стекао основне војне вештине. Након убиства бискупа Петра, 1520. године позвао је Антуна и брата му Миховила код себе ујак Иван Сатилић, тада бискуп ердељски. Ускоро је Антун отишао на студије у Падови, а после прекида немира у Угарској, продужио Бечу и Кракову. Постаје препорукама саветник ердељског кнеза Ивана Запоље (од 1528. године, када је и препозит будимски), за којег обавља деликатне задатке. Али 1549. године прелази на страну Хабзбурговаца, те у служби угарско-хрватског краља Фердинанда I постиже сјајну дипломатску каријеру. Ишао је поуздани Вранчић у дипломатске мисије у Пољску (више пута), Француску (1534), Енглеску (1535), Италију ( до 1549), Турску (1553, 1557) и другде. Као угарски намесник живи у Пожуну, где је 1573. године основао исусовачку гимназију за племиће. За своје заслуге награђен је местом острогонског надбискупа (1569), затим примаса Угарске (1572), а пред крај живота (1573) постаје кардинал.
Имао је у средњословачкој Турчанској жупанији поседе, међу којим и замак Зниову. Умро је у Прешову, недалеко од Кошица, где је ишао да учествује на краљевском сабору. Сахрањен у Трнави, у цркви Св. Николе где му је родбина поставила споменик.
На бројним путовањима сакупља римске натписе на Балкану, а током једне дипломатске мисије у Османском царству, заједно с познатим фламанским хуманистом А. Б. Busbecqom у Анкари проналази Августов аутобиографски спис Дела божанског Августа (Res gestae divi Augusti), касније назван Споменик из Анкаре (Monumentum Ancyrānum). Италијан, Алберто Фортис је 1774. године у свој књизи о Далмацији уврстио као прилог о Далматинцима, кратки, недовршени Вранчићев путопис из лета 1553. године. Радило се о наслову "Путовање из Будима у Дринопоље", који је 1553. године саставио аутор "тада печујски, ускоро јегарски бискуп и на крају бискуп острогонски, краљевски намјесник у Угарској, велики канцелар краљевства и изабрани кардинал Свете Римске цркве." Фертис је то урадио у знак захвалности - Франи Драганићу Вранчићу "шибенском патрицију, доктору обају права". Други објављени путопис, односи се на путовање изведено 1567. године, од Будима до Цариграда, по налогу цара Максимилијана II.
Поред важних историјско-путописних дела, у којима углавном описује балканске и друге источноевропске земље, за хуманистичку латинску књижевност значајна је његова збирка песама у елегијским дистисима Песме у доколици (Otia, из 1542. године), у којима пева о љубави, животним радостима и друштвеним збивањима. За културну и друштвену историју важна је Вранчићева кореспонденција са Еразмом Ротердамским, Николом Зринским и другим истакнутим личностима тога доба.
Антун Вранчић је познат и као стриц и старатељ Фауста Вранчића и мање познатог Ивана, иначе синова млађег брата Миховила (1507—1571) дипломате, (након његове смрти) који се школовао у Бечу и Кракову.